# (28346) Kent
(28346) Kent (1999 FV19) – planetoida z pasa głównego asteroid okrążająca Słońce w ciągu 4,55 lat w średniej odległości 2,75 j.a. Odkryta 19 marca 1999 roku.